# Mirabel (Québec)
Mirabel ist eine Stadt im Südwesten der kanadischen Provinz Québec. Sie liegt in der Verwaltungsregion Laurentides, rund 50 Kilometer nordwestlich von Montreal. Mirabel ist ein so genanntes territoriales Äquivalent einer Regionalgemeinde, hat eine Fläche von 485,07 km² und zählt 50.513 Einwohner (Stand: 2016). Die Stadt ist vor allem als Standort des Flughafens Montreal-Mirabel bekannt.

## Geographie
Mirabel besitzt kein eigentliches Zentrum, sondern ist der Zusammenschluss mehrerer auseinander liegender Kleinstädte und Dörfer. Das Gelände ist weitgehend flach, geprägt durch landwirtschaftliche Nutzung und das Flughafengelände. Mehrere Bäche entwässern die Ebene in Richtung Südosten zum Rivière des Mille Îles hin. Die nördliche Stadtgrenze verläuft zu einem großen Teil dem Rivière du Nord entlang, in einem südwestwärts ausgerichteten Tal am Fuße der Laurentinischen Berge.
Sitz der Verwaltung ist der südöstlich des Flughafens gelegene Ort Sainte-Monique. Südlich davon liegt der größte Ort Saint-Augustin, am südwestlichen Rand des Flughafengeländes Sainte-Scholastique (das historische Zentrum der Region). Mit der Nachbarstadt Blainville zusammengewachsen sind Domaine-Vert und Saint-Janvier, mit Saint-Jérôme zusammengewachsen ist Saint-Antoine. An der südöstlichen Stadtgrenze liegt Petit-Saint-Charles, im südwestlichen Teil liegen die Orte Saint-Benoît und Saint-Hermas. Im Tal des Rivière du Nord befinden sich Saint-Canut und Mirabel-en-Haut.
Nachbargemeinden sind Saint-Colomban und Saint-Jérôme im Norden, Sainte-Sophie und Sainte-Anne-des-Plaines im Nordwesten, Blainville im Osten, Sainte-Thérèse und Boisbriand im Südwesten, Saint-Eustache und Saint-Joseph-du-Lac im Süden, Oka und Saint-Placide im Südwesten, Saint-André-d’Argenteuil sowie Lachute.

## Geschichte
1855 wurden die Gemeinden Saint-Augustin, Saint-Benoît, Saint-Hermas, Saint-Janvier-de-Blainville und Sainte-Scholastique gegründet. Es folgten 1857 Saint-Camut und 1872 Sainte-Monique. Schließlich wurde 1959 die Gemeinde Saint-Janvier-de-la-Croix gegründet. Im Jahr 1969 einigten sich Bundes- und Provinzregierung darauf, einen neuen Flughafen für Montreal zu bauen. Angesichts der zu erwartenden Bevölkerungszunahme wurden die acht Gemeinden zu einer Stadt zusammengelegt. Sie trug zunächst den Namen Sainte-Scholastique, benannte sich aber 1973 nach einer Volksbefragung in Mirabel um. Dieser Name war bereits von 1880 bis 1914 als Bezeichnung für ein Postamt verwendet worden. Der 1975 eröffnete Flughafen entwickelte sich entgegen der Prognosen nie zu einer bedeutenden Verkehrsdrehscheibe und gilt heute als Paradebeispiel für verfehlte Infrastrukturplanung und Verschwendung von Steuergeldern.

## Bevölkerung
Gemäß der Volkszählung 2011 zählte Mirabel 41.957 Einwohner, was einer Bevölkerungsdichte von 86,4 Einw./km² entspricht. 95,6 % der Bevölkerung gaben Französisch als Hauptsprache an, der Anteil des Englischen betrug 1,9 %. Als zweisprachig (Französisch und Englisch) bezeichneten sich 0,6 %, auf andere Sprachen und Mehrfachantworten entfielen 1,9 %. Ausschließlich Französisch sprachen 61,9 %. Im Jahr 2001 waren 93,1 % der Bevölkerung römisch-katholisch, 1,6 % protestantisch und 4,1 % konfessionslos.

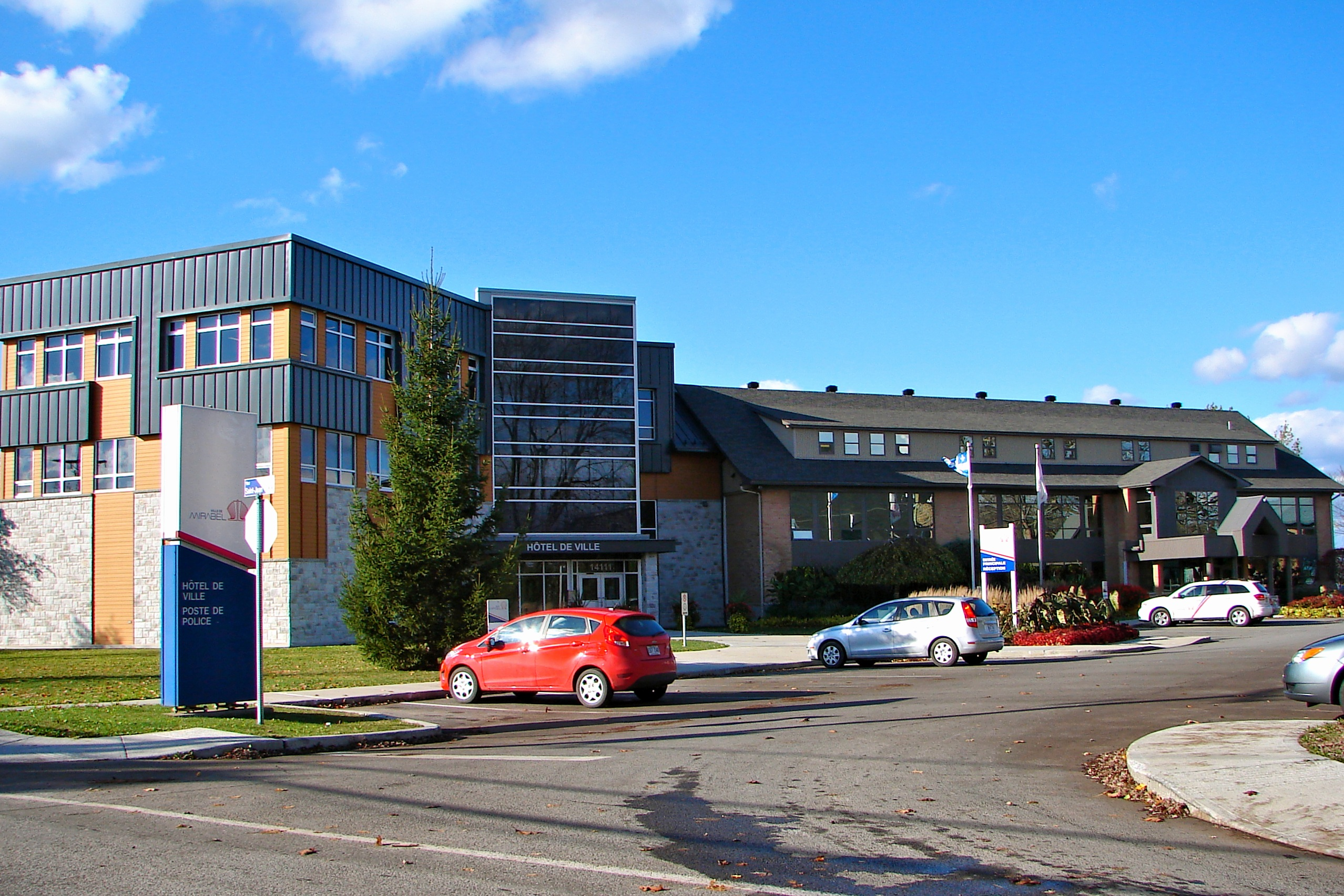
Rathaus in Sainte-Monique
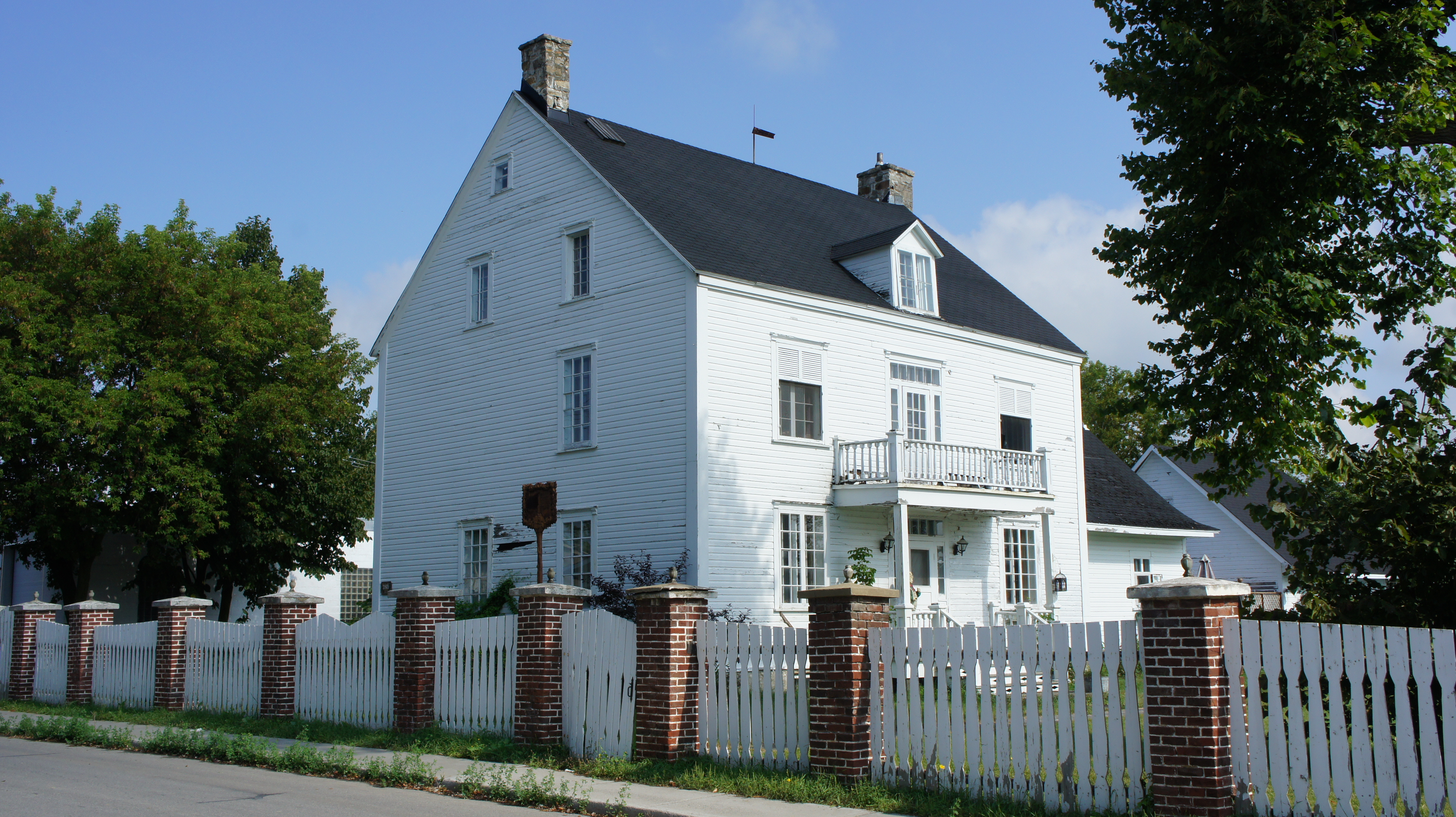
Maison Girouard in Saint-Benoît
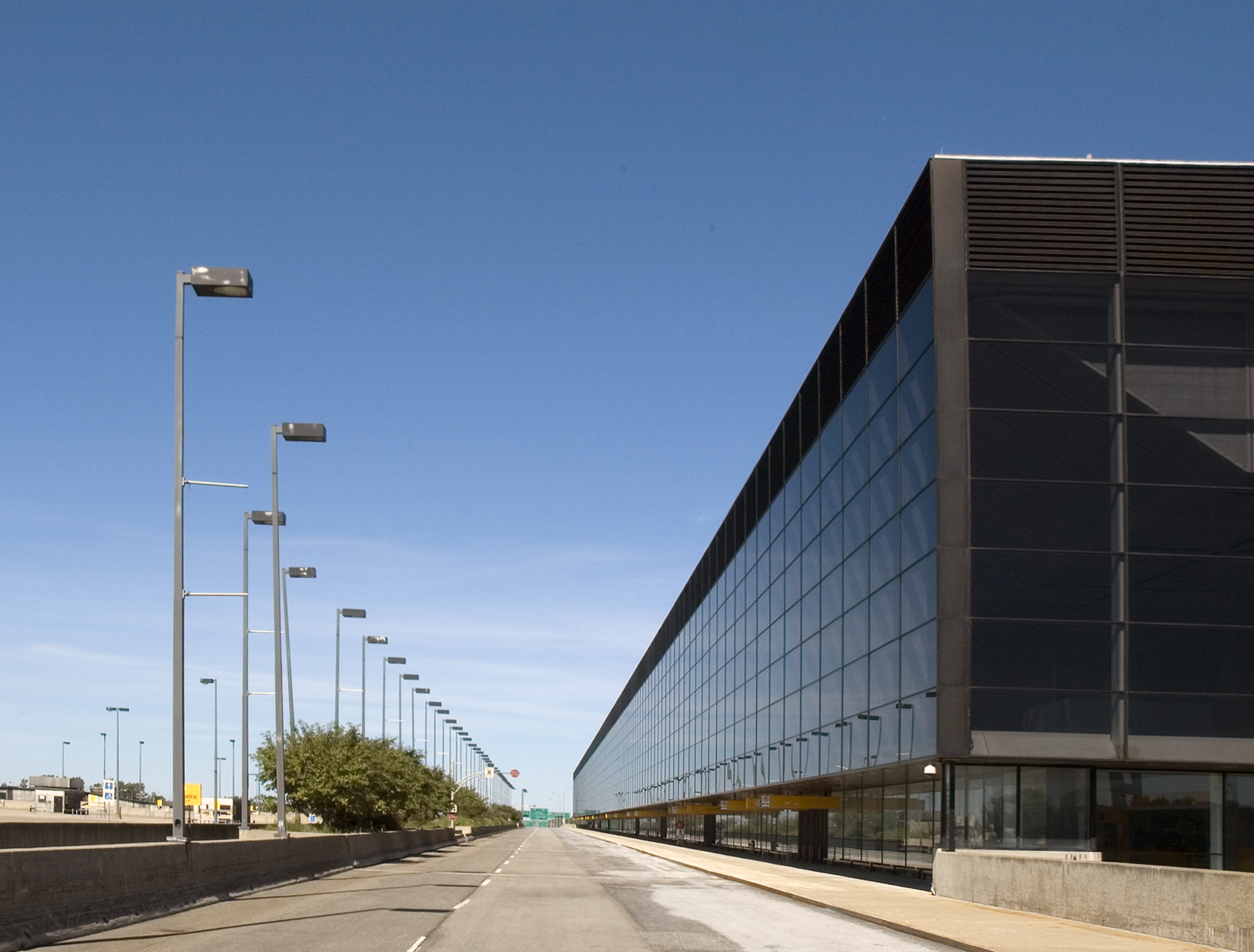
Flughafenterminal

## Verkehr und Wirtschaft
Im östlichen Teil des Stadtgebiets verläuft die Autoroute 15, die Autobahn zwischen Montreal und Sainte-Agathe-des-Monts. Von dieser zweigt die Autoroute 50 ab, die in westlicher Richtung nach Gatineau führt. Hauptstraßen von überregionaler Bedeutung sind die Route 117 (Montreal–Mont-Laurier), die Route 148 (Laval–Gatineau) und die Route 158 (Lachute–Berthierville). Der Ort Saint-Augustin liegt an der Bahnstrecke Montreal–Gatineau, die aber zurzeit dem Güterverkehr der Gesellschaft Chemins de fer Québec-Gatineau vorbehalten ist. Mehrere Buslinien der Gesellschaft CIT Laurentides verbinden die Stadt mit den umliegenden Gemeinden.
Der Flughafen Montreal-Mirabel ist heute vor allem für den Frachtverkehr von Bedeutung, seitdem der Linienflugverkehr 2004 eingestellt wurde. Der Flughafen dient als Produktionsstandort des Flugzeugherstellers Bombardier Aerospace und des Hubschrauberherstellers Bell Helicopter, ebenso als Einrichtung für Testflüge von Pratt & Whitney Canada.

## Städtepartnerschaften
- Châlons-en-Champagne, Frankreich, seit 2000

## Söhne und Töchter
- Joseph-Eugène Limoges (1879–1965), römisch-katholischer Geistlicher, Bischof von Mont-Laurier, geboren in Sainte-Scholastique
- Christophe Lalonde (* 1994), Eishockeyspieler